# Epidendrum pseudoramosum
Epidendrum pseudoramosum är en orkidéart som beskrevs av Rudolf Schlechter. Epidendrum pseudoramosum ingår i släktet Epidendrum och familjen orkidéer. Inga underarter finns listade i Catalogue of Life.